# Іта (річка)
Іта́ (рос. Ита) — річка в Росії, права притока Лози. Протікає територією Шарканського, Дебьоського та Ігринського районів Удмуртії.
Річка починається на північний схід від урочища Сірпу. Річка спочатку тече на схід, потім різко повертає на південь, потім плавно на південний схід. Не доходячи до кордону з Пермським краєм річка повертає спочатку на південний захід, а потім плавно спрямовується на північний захід. Після цього русло річки значно розширюється, біля присілка Сільшур має ширину 20 і більше метрів. Від цієї точки спостерігається значне меандрування. На ділянці між гирлом Ітінки та колишнім присілком Старий Четкер річка тече на захід, але потім знову повертається на північно-західний напрямок. Вже на території Ігринського району річка має напрямок північ-північ-захід. Впадає до Лози навпроти колишнього присілка Вильгурт. Береги річки подекуди заліснені, подекуди заболочені чи стрімкі, багато меандрів перетворились на стариці. На річці створено декілька ставків, особливо у верхній течії, де русло не таке звивисте, а береги не стрімкі. Найбільші з них ставок у присілку Мукабан площею 0,1 км² та ставок біля присілка Кельдиш площею 0,1 км².
Річка приймає багато приток:
- праві — Мувожовська, Чашурка, Кабакшур, Ітінка
- ліві — Ольховка, Ітишур, Сюрзя, Табань, Ключі, Вукошур, Сюрсовайка, Тилойка, Шорнінка, Чумойка, Кожойка, Сепожка, Палим, Сеп, Уй

Над річкою розташовані населені пункти:
- Шарканський район — Мала Іта, Мукабан, Сільшур, Гирдимово
- Дебьоський район — Урдумошур, Нижній Тиловай, Ягвуково, Верхній Шудзялуд, Нижній Шудзялуд, Оріхово
- Ігринський район — Вукобер, Ітадур, Біляєвське, Квардавозь, Зура, Зурінський Шамардан, Каргурезь